# على لسان كيشيبي روهان
على لسان كيشيبي روهان (باليابانية: 岸辺露伴は動かない) مانغا يابانية من تأليف ورسم هيروهيكو أراكي. وهي قصة جانبية من الجزء الرابع من سلسلة مغامرات جوجو العجيبة. وتركز على شخصية كيشيبي روهان، مانغاكا يسافر حول العالم للحصول على الإلهام من تجارب البشر. المانغا نشرت بواسطة شوئيشا على عده مجلات منذ عام 1997. وأقتبس إلى مسلسل أنمي من أربع حلقات من استديو ديفيد برودكشن عام 2017.